# Helicoceras celtidis
Helicoceras celtidis är en svampart som först beskrevs av Antonius de Bivona-Bernardi, och fick sitt nu gällande namn av Linder 1931. Helicoceras celtidis ingår i släktet Helicoceras, divisionen sporsäcksvampar och riket svampar.   Inga underarter finns listade i Catalogue of Life.